# Grigory Shklyar
Grigory Shklyar (* 1987 in Leningrad) ist ein russischer Regisseur und Videokünstler.

## Leben und Werk
Shklyar wurde in Leningrad geboren und wuchs dort sowie in Innsbruck auf. Er studierte Literaturwissenschaft in Innsbruck und ging nach dem Abschluss zum Regie-Studium an die Otto-Falckenberg-Schule nach München. Das Studium brach er ab, um verschiedene Hospitanzen und Assistenzen am Tiroler Landestheater, der Bayerischen Staatsoper und dem Staatstheater Saarbrücken zu durchlaufen. Er ist Gründungsmitglied des Theaterkollektivs Korso.op.
In Saarbrücken wurde er als Regieassistent angestellt und arbeitet dort seit 2015 auch als Regisseur.
2017 inszenierte er die Welturaufführung des Stücks Letzte Nacht von Stewart O’Nan.
Als Videokünstler arbeitete er u. a. mit den Regisseuren Markus Heinzelmann und Marcus Lobbes zusammen. Brigitte Fassbaender beauftragte ihn 2017 mit einer Video-Arbeit für ihre Inszenierung von Hänsel und Gretel am Staatstheater Braunschweig.

## Auszeichnungen
Für die Regie von Gretel und Hänsel von Suzanne Lebeau gewann er 2015 den Publikumspreis des Festival Primeurs für frankophone Gegenwartsdramatik.